# Browning Hi-Power
Browning "Hi-Power" (BHP (Browning High-Power) också benämnd Browning Grande Puissance på franska) var en amerikansk automatpistol, utvecklad av John Moses Browning.
John Moses Browning hade sökt patent på pistolen redan 1923, men patentet beviljades först 1927 efter Brownings död 1926. Konstruktionen förfinades av en av Brownings lärjungar, belgaren Dieudonné J. Saive som utformade det dubbelradiga magasinet som rymmer 13 patroner (Browning trodde själv att ett dubbelradigt magasin inte skulle vara lika pålitligt som ett enkelradigt). Tillverkningsrättigheterna ägdes av den belgiska vapenfirman Fabrique Nationale som förberedde sig för produktion av pistolen under 1929. Den stora depressionen samma år ledde dock till att Fabrique Nationale tvingades skjuta upp alla nya projekt och det var inte förrän 1934 som tillverkningen påbörjades. 1935 antogs pistolen av Belgiens armé under beteckningen Modèle 1935 pistolet automatique, Grand Puissance. Före 1939 såldes pistolen även till Estland, Litauen, Kina och Peru. 
Under andra världskriget erövrade Nazityskland Belgien så snabbt att belgarna inte hann evakuera Fabrique Nationales fabrik i Liège som tillverkade pistolen. Ungefär 56.500 exemplar hann tillverkas innan dess. Tyskarna kunde fortsätta tillverkningen av Browning High-Power (under beteckningen Pistole 640(b)) för egen räkning. När Fabrique Nationales ledning vägrade samarbeta med tyskarna, konfiskerades fabriken och de tog istället in chefer från Deutsche Waffen- und Munitionsfabriken (DWM) och Mauser för att leda arbetet. Fler än 319.000 pistoler tillverkades åt tyskarna fram till att Liège befriades av amerikanska trupper 8 september 1944. Arbetet med att återuppbygga fabriken komplicerades av häftiga anfall från tyska V-1-robotar mellan november 1944 och februari 1945. Ytterligare komplikationer tillstötte eftersom tyskarna vid det här laget spritt ut Fabrique Nationales verktygsmaskiner över Belgien, Tyskland och ockuperade Polen. 
Tidigt under andra världskriget fick det kanadensiska företaget John Inglis and Company uppdraget att tillverka Browning Hi-Power för att förse dessa till brittiska, kanadensiska, kinesiska och grekiska trupper. Inglis ingenjörer demonterade sex belgiska Browning Hi-Power. Arbetet fortskred mellan 1943 och februari 1944 då tillverkningen på Inglis påbörjades. Fram till september 1945 då tillverkningen avslutades producerades 151.816 exemplar av pistolen av Inglis. Inlgis tillverkade pistolen i två huvudvarianter: No 1 som var den kinesiska modellen som hade ett hölster som kunde monteras som kolv på pistolen och ett sikte som var inställbart från 50 till 500 m. Den andra huvudvarianten var No 2 som var den brittisk-kanadensiska modellen som hade ett sikte som inte kunde justeras. 
Efter kriget återintroducerade Fabrique Nationale pistolen som Modèle 1946 för den militära marknaden och Browning High Power för den civila. Pistolen fick stor spridning efter att Storbritanniens armé beslutat ersätta sina Webley- och Enfield-revolvrar med Browning Hi-Power under tidigt 1950-tal (under beteckningen L9A1). 